# 白山修
白山 修（しらやま おさむ、1958年1月28日 - ）は、日本の男性声優。放映新社所属。東京都出身。

## 出演作品

### 吹き替え
- アンダー・サスピション ※テレビ東京版
- ウインドトーカーズ
- エイリアス
- エイリアン2
- グラディエーター
- 刑事ジョン・ブック 目撃者（カーター）※テレビ朝日版追加録音
- ザ・ソプラノズ 哀愁のマフィア
- ステップフォード・ワイフ
- 007 私を愛したスパイ
- ターミネーター2
- 沈黙の奪還
- デスパレートな妻たち3
- トナカイのブリザード
- ドリームガールズ
- 2番目のキス（アーティー）
- パイレーツ・オブ・カリビアン/呪われた海賊たち
- Be Cool/ビー・クール
- モディリアーニ 真実の愛
- モンゴル
- ライラにお手あげ
- ランダウン ロッキング・ザ・アマゾン

### ゲーム
- THE特撮変身ヒーロー（主役）

### ボイスオーバー
- テレビ朝日
  - ワイド!スクランブル
  - サンデースクランブル
  - スーパーモーニング
  - スーパーJチャンネル
- NHK「地球ドラマチック」
  - 月を目指して
- NHK BS2
  - エルガー幻のピアノ協奏曲

### ドラマ
- イップス 第3話（2024年4月26日、フジテレビ） - 尾花総一郎 役
- JKと六法全書 第4話（2024年5月10日、テレビ朝日） - 入院患者 役
- 好きなオトコと別れたい 第11話（2024年6月13日、テレビ東京） - 酔っ払い客 役
- モンスター 第9話（2024年12月9日、関西テレビ・フジテレビ系） - 特集動画出演者 役